# Bogdan Bondariew
Bogdan Bondariew, né le 2 juin 1974 à Donetsk, est un coureur cycliste ukrainien.

## Biographie
Bogdan Bondariew mesure près de deux mètres. Il a participé au Tour d'Italie 2003 avec l'équipe CCC-Polsat. Depuis 2011, il fait partie de l'encadrement de l'équipe Lampre-ISD.

## Palmarès sur route

### Par année
- 1999
  - Pologne-Ukraine
- 2000
  - 4e étape de la Course de la Solidarité olympique
  - 3e étape du Bałtyk-Karkonosze Tour
- 2001
  - 2e et 9e étapes de la Course de la Paix
  - Prologue du Małopolski Wyścig Górski
  - GP Z.M. Mroz
  - 3e étape du Tour de Pologne
  - 5e étape de l'Inter. Course 4 Asy Fiata Autopoland
- 2002
  - 2e étape du Szlakiem Grodów Piastowskich
  - Mémorial Andrzeja Trochanowskiego
  - 1re étape du Bałtyk-Karkonosze Tour
  - Prologue et 2e étape de l'Inter. Course 4 Asy Fiata Autopoland
  - 2e du championnat d'Ukraine du contre-la-montre
- 2003
  - 2e étape du Szlakiem Grodów Piastowskich
  - 5e étape du Dookoła Mazowsza
- 2004
  - Course de la Solidarité olympique :
    - Classement général
    - 3e étape

  - Małopolski Wyścig Górski
- 2005
  - 3e étape du Bałtyk-Karkonosze Tour
- 2006
  - 6e et 9e étapes du Tour du lac Qinghai

### Résultats sur les grands tours

#### Tour d'Italie
1 participation 
- 2003 : hors-délai à la 18e étape

### Classements mondiaux
| Année           | 2005 | 2006  | 2007 | 2008 |
| --------------- | ---- | ----- | ---- | ---- |
| UCI Asia Tour   | 174e | 46e   | 204e | 285e |
| UCI Europe Tour | 662e | 1233e | 890e |      |

## Palmarès sur piste

### Championnats du monde
- Bogota 1995
  -  Vice-champion du monde de poursuite par équipes (avec Dimitri Tolstenkov, Sergiy Matveyev et Alexander Simonenko)

### Championnats du monde juniors
- 1992
  -  Médaillé de bronze de la poursuite